# Biostaden Nyköping
Biostaden Nyköping är en biograf belägen nära södra infarten/utfarten E4 i Nyköping. Biografen har 6 salonger som rymmer totalt 546 besökare. Biostaden Nyköping tillhör biografkedjan Svenska Bio. 
Biostaden har 546 fåtöljer fördelade på sex salonger. Biografen erbjuder en filmupplevelse i absolut toppklass med en av Sveriges största biodukar (hade vid sin invigning 14 oktober 2011, Sveriges största bioduk i Salong 1 om 161,5 kvadratmeter stor duk), extra bekväma fåtöljer med mycket generöst benutrymme, bästa digitala ljud och extremt stora dukar i förhållande till salongernas storlek. Dolby digital 5.1 och salong 1 och 2 har även Dolby digital 7.1, digital filmvisning och möjlighet att visa 3D-film finns i samtliga fem biografsalonger . Biografen drivs av Svenska Bio. 
Restaurang Pinchos & salong 6. Salong 6 på Biostaden är ansluten till restaurang Pinchos och du kan beställa mat och dryck in till din biofåtölj både inför och under filmen.
Salong 1, 10 bänkrader, 231 fåtöljer  
Salong 2, 8 bänkrader, 126 fåtöljer  
Salong 3, 5 bänkrader, 59 fåtöljer  
Salong 4, 5 bänkrader, 53 fåtöljer  
Salong 5, 5 bänkrader, 53 fåtöljer  
Salong 6, 4 bänkrader, 24 fåtöljer